# 品田英雄
品田 英雄（しなだ ひでお、1957年 - ）は、日経BPヒット総合研究所上席研究員、『日経エンタテインメント!』編集委員、コメンテーター、ラジオパーソナリティ。BS日本番組審議会委員。

## 来歴・人物
1980年に学習院大学法学部卒業後、ラジオ関東（現在のRFラジオ日本）入社。洋楽番組のディレクターを務める。
1987年、日経マグロウヒル（現在の日経BP社）入社。週刊誌記者、マルチメディア開発室を経て、1997年日経エンタテインメント!創刊と同時に編集長に着任。2003年に同誌発行人に就任後、2007年同誌編集委員に就任。2013年から日経BPヒット総合研究所上席研究員を兼任。
『宣伝会議』の編集・ライター養成講座で講師を務める。
豊島区立大成小学校(現・さくら小学校）、豊島区立第十中学校（現・明豊中学校）卒、第十中は当時ブラスバンドにおいて全国大会の常連校、そこでチューバ（スーザフォン）を担当。

## 著書
- 『ヒットを読む』 （日経文庫、2005年11月） - ISBN 978-4-532-11080-2

## 出演番組
- スーパーJチャンネル（テレ朝）- 金曜クリップ
- トリビアの泉 〜素晴らしきムダ知識〜（フジテレビ） - 深夜時代に多く出演
- Pooh!（2002年10月 - 2004年9月、TBS） - コメンテーター
- 大沢悠里のにっぽん元気カンパニー （2005年10月 - 2008年3月、TBSラジオ） - 火曜日
- 大沢悠里のゆうゆうワイド（TBSラジオ） - 火曜日「いまどき研究所」コメンテーター
- ザ!情報ツウ （日本テレビ） - コメンテーター
- MIDTOWN TV『えみり・ジェンヌ』（GyaO） - 金曜日
- 近藤丈靖の独占!ごきげんアワー（新潟放送） - 木曜日
- おもいッきりPON!（2009年10月7日 - 2010年3月24日、日本テレビ） - 水曜日コメンテーター
- PON!（日本テレビ）
  - （2010年3月31日 - 2013年9月25日） - 水曜日コメンテーター
  - （2013年10月3日 - 2015年10月1日） - 木曜日コメンテーター
- 充実!おとなのオフライフ（2010年12月5日、テレビせとうち） - ゲストコメンテーター
- MADE IN BS JAPAN アジア・スキ（2011年10月 - 、BSジャパン） - 木曜日コメンテーター
- SHARK 第1話（2014年1月12日、日本テレビ） - 本人 役
- IPPONグランプリ（春 秋 不定期、フジテレビ） - 第4～8回